# Чумак, Иван Михайлович
Иван Михайлович Чума́к (1926—2004) — советский и украинский скульптор. народный художник Украины (1996).

## Биография
Родился 25 июня 1926 года в Алексеевке (ныне Луганская область, Украина). Окончил Львовский институт прикладного и декоративного искусства; станковая и монументальная скульптура: «Слово о полку Игореве» (1966); портреты героев социального труда, памятники героям Ржева (в соавторстве), монументы в Луганске.

## Награды и премии
- народный художник Украины (1996)
- заслуженный художник Украинской ССР (1976)
- Государственная премия УССР имени Т. Г. Шевченко (1973) — за монумент «Украина — освободителям» в селе Меловом (Луганская область)
- Почётный гражданин Луганска

## Работы
- 1967 — Мемориал «Труженику Луганщины»
- 1975 — Мемориальный комплекс «Вечный огонь» (Северодонецк)
- 1994 — Памятник автору «Слова о полку Игореве»
- 1998 — Памятник Т. Г. Шевченко